# Coupe du monde de biathlon 1991-1992
Navigation
Édition précédente Édition suivante
La 15e édition de la Coupe du monde de biathlon commence le 19 décembre 1991 à Hochfilzen et se conclut le 22 mars 1992 à Novossibirsk. Le Norvégien Jon Åge Tyldum remporte le classement général devant Mikael Löfgren, alors qu'Anfisa Reztsova remporte le globe de cristal devant Anne Briand. Cet hiver, ont eu lieu les Jeux olympiques d'Albertville, où les femmes concourent pour la première fois ; la compétition ne pourvoit pas de points pour la Coupe du monde.

## Classements généraux
| Rang | Nom                   | Points | Victoire(s) |
| ---- | --------------------- | ------ | ----------- |
| 1    | Jon Åge Tyldum        | 173    | 3           |
| 2    | Mikael Löfgren        | 145    | 2           |
| 3    | Sylfest Glimsdal      | 131    |             |
| 4    | Johann Passler        | 129    | 1           |
| 5    | Patrice Bailly-Salins | 129    | 1           |
| 6    | Andreas Zingerle      | 122    | 1           |

| Rang | Nom                     | Points | Victoire(s) |
| ---- | ----------------------- | ------ | ----------- |
| 1    | Anfisa Reztsova         | 212    | 4           |
| 2    | Anne Briand             | 179    |             |
| 3    | Petra Schaaf            | 173    |             |
| 4    | Svetlana Petcherskaia   | 153    | 1           |
| 5    | Uschi Disl              | 147    | 1           |
| 6    | Grete Ingeborg Nykkelmo | 146    |             |

## Calendrier et podiums

### Épreuves individuelles

#### Femmes
| Étape | Lieu               | Épreuve          | Date             | Vainqueur                                                 | Deuxième                                                  | Troisième                                                 |
| ----- | ------------------ | ---------------- | ---------------- | --------------------------------------------------------- | --------------------------------------------------------- | --------------------------------------------------------- |
| 1     | Hochfilzen         | Individuel 15 km | 19 décembre 1991 | Anne Elvebakk                                             | Petra Schaaf                                              | Elin Kristiansen                                          |
| 1     | Hochfilzen         | Sprint 7,5 km    | 21 décembre 1991 | Antje Misersky                                            | Elena Belova                                              | Elin Kristiansen                                          |
| 2     | Ruhpolding         | Individuel 15 km | 16 janvier 1992  | Uschi Disl                                                | Gabriela Suvová                                           | Antje Misersky                                            |
| 2     | Ruhpolding         | Sprint 7,5 km    | 18 janvier 1992  | Anfisa Reztsova                                           | Antje Misersky                                            | Petra Schaaf                                              |
| 3     | Antholz-Anterselva | Individuel 15 km | 23 janvier 1992  | Nadezhda Aleksieva                                        | Anne Briand                                               | Elena Golovina                                            |
| 3     | Antholz-Anterselva | Sprint 7,5 km    | 25 janvier 1992  | Svetlana Petcherskaia                                     | Grete Ingeborg Nykkelmo                                   | Anfisa Reztsova                                           |
| 4     | Oslo-Holmenkollen  | Individuel 15 km | 6 mars 1992      | Anfisa Reztsova                                           | Anne Briand                                               | Grete Ingeborg Nykkelmo                                   |
| 4     | Oslo-Holmenkollen  | Sprint 7,5 km    |                  | Le sprint est annulé et reconduit sur l'étape de Fagernes | Le sprint est annulé et reconduit sur l'étape de Fagernes | Le sprint est annulé et reconduit sur l'étape de Fagernes |
| 5     | Fagernes           | Sprint 7,5 km    | 10 mars 1992     | Hildegunn Fossen                                          | Anne Briand                                               | Anfisa Reztsova                                           |
| 5     | Fagernes           | Sprint 7,5 km    | 12 mars 1992     | Anfisa Reztsova                                           | Delphyne Burlet                                           | Petra Schaaf                                              |
| 5     | Fagernes           | Individuel 15 km | 14 mars 1992     | Jiřina Adamičková                                         | Anne Briand                                               | Iva Schkodreva                                            |
| 6     | Novossibirsk       | Individuel 15 km | 19 mars 1992     | Elin Kristiansen                                          | Anfisa Reztsova                                           | Iva Schkodreva                                            |
| 6     | Novossibirsk       | Sprint 7,5 km    | 21 mars 1992     | Anfisa Reztsova                                           | Grete Ingeborg Nykkelmo                                   | Petra Schaaf                                              |

#### Hommes
| Étape | Lieu               | Épreuve          | Date             | Vainqueur                                                        | Deuxième                                                         | Troisième                                                        |
| ----- | ------------------ | ---------------- | ---------------- | ---------------------------------------------------------------- | ---------------------------------------------------------------- | ---------------------------------------------------------------- |
| 1     | Hochfilzen         | Individuel 20 km | 19 décembre 1991 | Jens Steinigen                                                   | Christian Dumont                                                 | Mark Kirchner                                                    |
| 1     | Hochfilzen         | Sprint 10 km     | 21 décembre 1991 | Alexandre Popov                                                  | Sylfest Glimsdal                                                 | Sverre Istad                                                     |
| 2     | Ruhpolding         | Individuel 20 km | 16 janvier 1992  | Andreas Zingerle                                                 | Valeri Medvedtsev                                                | Josh Thompson                                                    |
| 2     | Ruhpolding         | Sprint 10 km     | 18 janvier 1992  | Jens Steinigen                                                   | Tomáš Kos                                                        | Thierry Gerbier                                                  |
| 3     | Antholz-Anterselva | Individuel 20 km | 23 janvier 1992  | Valeri Kirienko                                                  | Sergueï Tchepikov                                                | Geir Einang                                                      |
| 3     | Antholz-Anterselva | Sprint 10 km     | 25 janvier 1992  | Alexandre Popov                                                  | Ricco Groß                                                       | Jon Åge Tyldum                                                   |
| 4     | Oslo-Holmenkollen  | Individuel 20 km |                  | L'individuel est annulé et est reconduit sur l'étape de Fagernes | L'individuel est annulé et est reconduit sur l'étape de Fagernes | L'individuel est annulé et est reconduit sur l'étape de Fagernes |
| 4     | Oslo-Holmenkollen  | Sprint 10 km     | 8 mars 1992      | Frode Løberg                                                     | Ludwig Gredler                                                   | Wolfgang Perner                                                  |
| 5     | Fagernes           | Individuel 20 km | 10 mars 1992     | Mark Kirchner                                                    | Sergueï Tchepikov                                                | Mikael Löfgren                                                   |
| 5     | Fagernes           | Sprint 10 km     | 12 mars 1992     | Patrice Bailly-Salins                                            | Jon Åge Tyldum                                                   | Sylfest Glimsdal                                                 |
| 5     | Fagernes           | Individuel 20 km | 14 mars 1992     | Geir Einang                                                      | Jon Åge Tyldum                                                   | Sergueï Tchepikov                                                |
| 6     | Novossibirsk       | Individuel 20 km | 19 mars 1992     | Wolfgang Perner                                                  | Sylfest Glimsdal                                                 | Hubert Leitgeb                                                   |
| 6     | Novossibirsk       | Sprint 10 km     | 21 mars 1992     | Wilfried Pallhuber                                               | Ludwig Gredler                                                   | Mikael Löfgren                                                   |